# Maison aux Chimères
La maison aux Chimères est un édifice de style art nouveau situé dans le quartier historique de Lypky de la capitale ukrainienne, Kiev. Faisant face à l'administration présidentielle, le bâtiment est utilisé pour des cérémonies officielles et diplomatiques du président depuis 2005.
C'est l'architecte Vladislav Horodetski qui a conçu l'édifice, construit entre 1901 et 1902, comme résidence haut de gamme, qu'il habita lui-même. La maison aux Chimères fut cependant vendue après quelques années pour rembourser des dettes. Le bâtiment changea de mains à plusieurs reprises et servit notamment de clinique jusque dans les années 2000. La décoration a été ensuite restaurée selon les plans originels de l'architecte.
L'édifice doit son nom aux chimères, ces ornementations représentant des animaux exotiques et des scènes de chasse. Elles ont été sculptées par l'architecte italien Emilio Sala pour Horodetski, qui était un chasseur passionné.

## Histoire

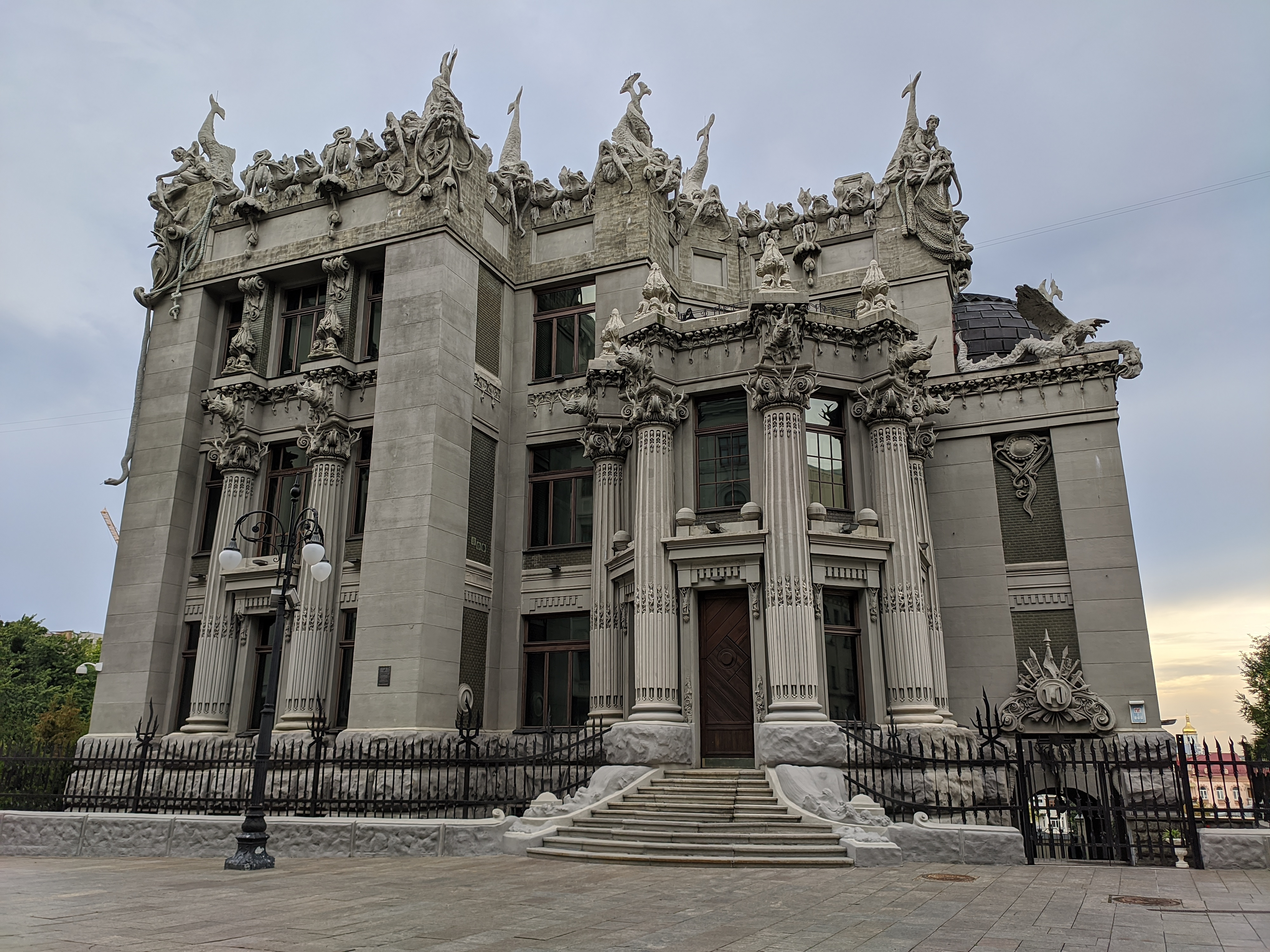
Façade avant de l'édifice.

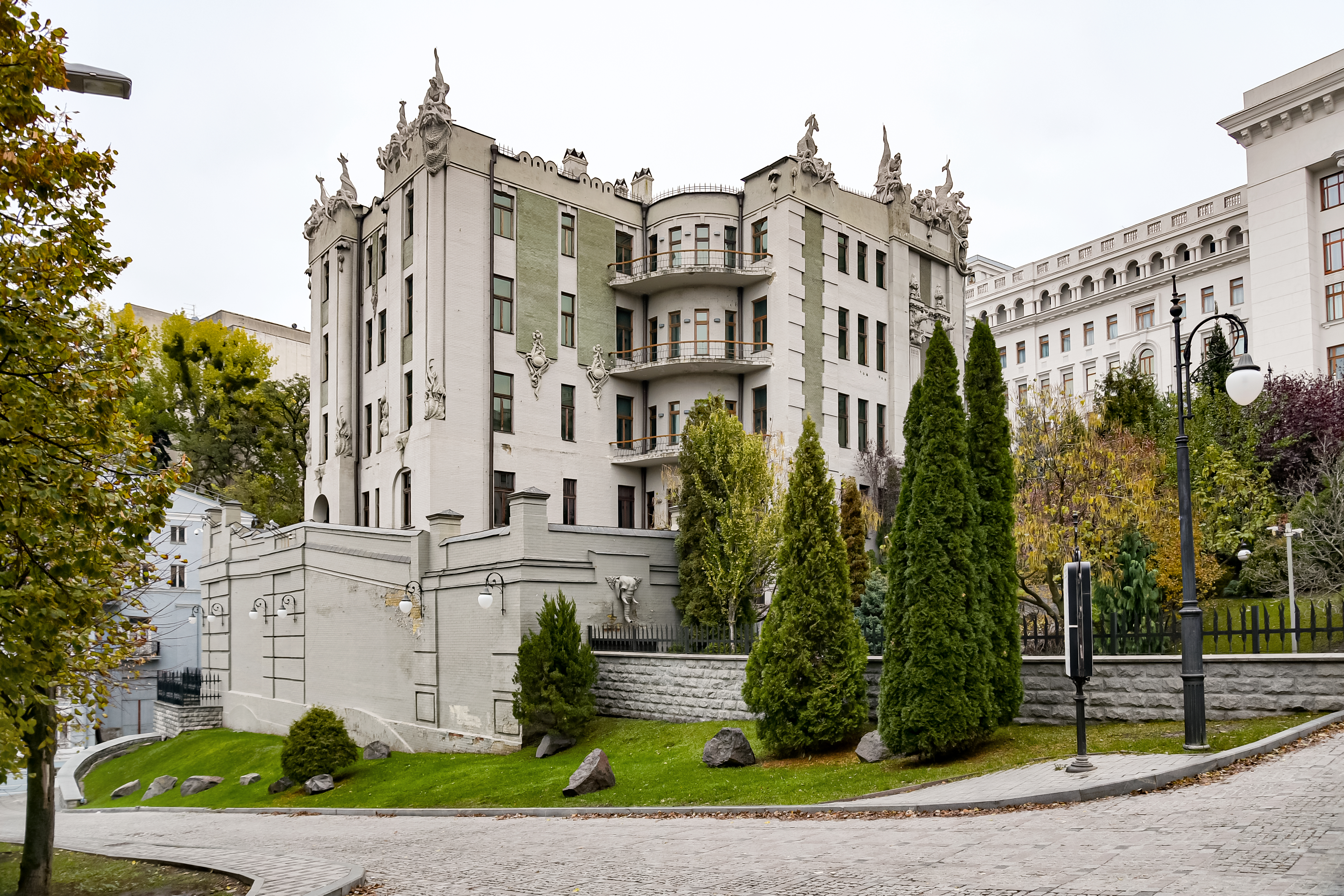
Vue ouest du bâtiment.

La maison aux Chimères a été construite à Kiev par l'architecte polonais Vladislav Horodetski entre 1901 et 1902. Il avait déjà participé, avec l'ingénieur Anton Strauss, à la conception de plusieurs bâtiments de la ville comme la cathédrale Saint Nicolas, la synagogue karaïte, et l'édifice qui abrite actuellement le musée national d'art.
En dehors de l'architecture, Horodetski s'intéressait à la chasse au grand gibier, ce qui explique que la maison aux Chimères arbore la représentation de nombreux animaux. C'est à ces chimères, sculptées par l'architecte italien Emilio Sala, que l'édifice doit son nom.

### Construction
La construction a été financée par de l'argent emprunté, et devait servir une fonction résidentielle,. Les différents étages, reliés par un ascenseur et des escaliers, constituaient chacun un appartement distinct. Horodetski devait occuper le quatrième niveau, dont la superficie était de 380 m2 environ.
L'architecte acheta la première parcelle de terrain le 1er février 1901, et la construction débuta le 18 mars suivant. L'édification des murs extérieurs fut achevée le 21 août, et le toit ainsi que l'ensemble de la maçonnerie étaient terminés le 13 septembre,. Du fait des difficultés économiques dans l'empire russe, la poursuite des travaux souffrit de délais rallongés. En mai 1903, en dehors de l'appartement d'Horodetski, un seul était occupé, au premier niveau.
Le coût total de la construction était de 133 000 roubles. Le terrain utilisé mesurait 1 550 m2. Le profit annuel prévu était de 7 200 roubles. Le bâtiment comportait une étable car l'architecte voulait disposer de lait frais,. Celle-ci était placée de façon que les odeurs n'incommodent pas les occupants. À l'extérieur, un jardin alpin miniature doté d'une fontaine a été créé dans une parcelle attenante, d'environ 320 m2 de superficie.

### Changements de propriétaire
Du fait de difficultés financières liées, entre autres, à sa pratique de la chasse en safari, Horodetski hypothéqua le bâtiment contre un prêt de l'association du crédit mutuel de la ville. Hélas, il ne parvint pas à honorer le remboursement et, en conséquence, la maison aux Chimères fut vendue aux enchères en 1913 au bénéfice d'un ingénieur, Daniel Balakhovsky. L'édifice changea ensuite de mains plusieurs fois. En 1916, il appartenait à l'usine de sucre Blahodatinskoe. En 1918, à un dénommé Samuel Nemets. Après la prise de contrôle de Kiev par les bolcheviks en 1921, le bâtiment fut utilisé comme bureau du département militaire local.
Après avoir été nationalisée, la maison aux Chimères fut convertie en habitation communautaire. Chaque appartement était alors occupé par neuf ou dix familles . L'édifice fut ensuite abandonné pendant la Seconde Guerre mondiale. Il avait subi des dégâts structurels. Il servit par la suite brièvement de résidence aux acteurs du théâtre Ivan Franko. Le bâtiment fut ensuite récupéré par le comité central du parti communiste d'Ukraine et transformé en clinique pour son élite.

### Restauration

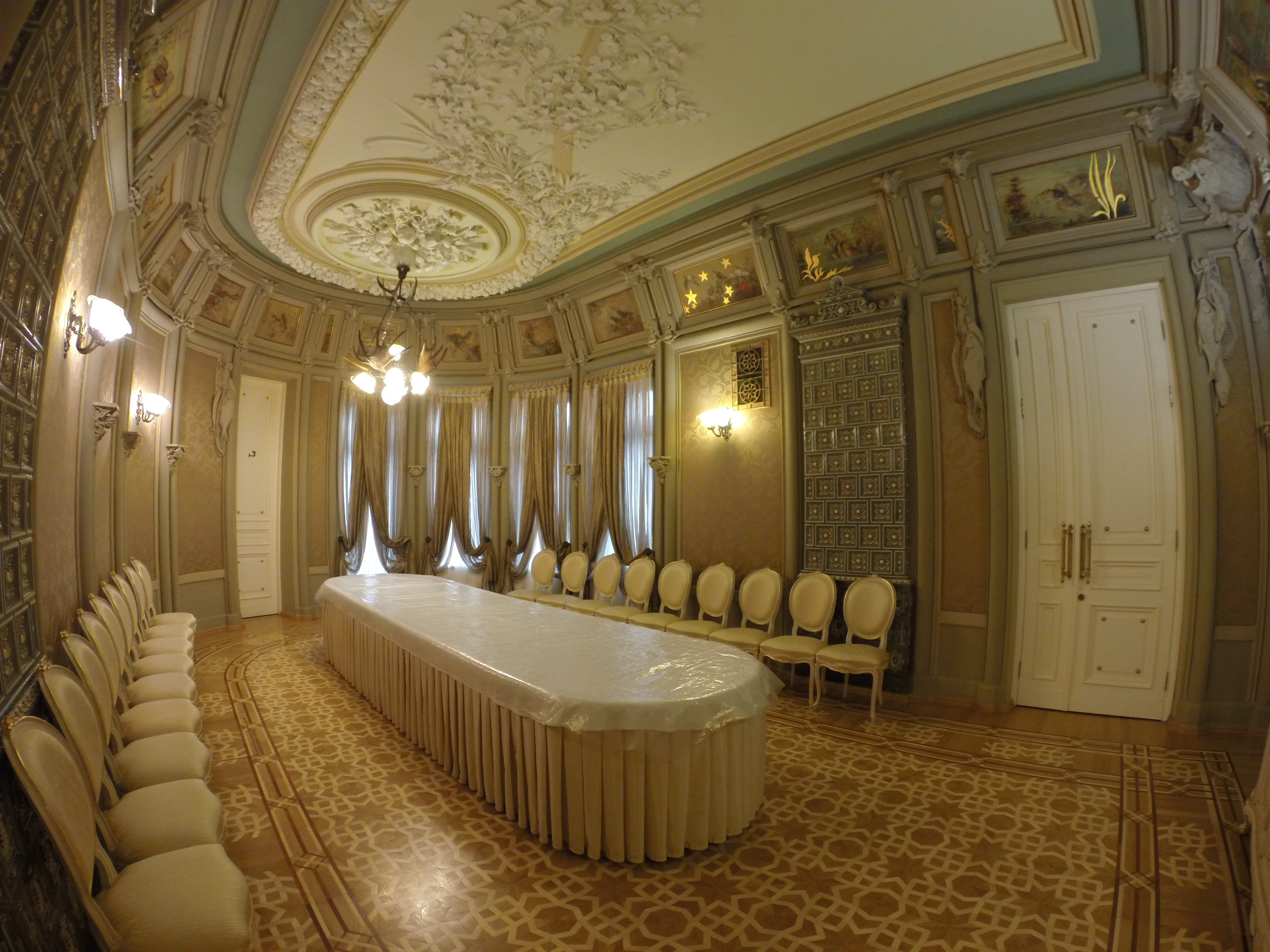
Une des pièces de l'édifice.

La clinique fut maintenue jusqu'à la fin du vingtième siècle. Mais à cette époque, l'édifice fut presque coupé en deux. Une partie s'était affaissée de 22 cm tandis qu'une ouverture verticale de 40 cm de largeur s'était formée. Le premier niveau avait dû être comblé afin de renforcer les fondations. Certains des éléments architecturaux avaient disparu ou étaient détériorés.
Un travail de restauration, prévu en 2002, nécessitait de fermer l'accès au bâtiment. Son démarrage fut retardé car le personnel était réticent à quitter les lieux après plus de 40 ans d'occupation. Ce fut l'intervention du président du pays, Leonid Koutchma, qui permit de débuter les travaux.
La restauration fut dirigée par Natalia Kosenko. Le niveau inférieur qui avait été comblé fut complètement libéré. Les éléments élaborés du décor intérieur furent refaits. Un lac artificiel, des fontaines et un jardin miniature furent recréés dans la cour, conformément au plan initial d'Horodetski.

### Usage récent
Le bâtiment rouvrit en 2004 sous l'égide du musée national d'art. L'édifice devait servir à la fois de musée et de lieu de rencontre des visiteurs d'état  avec le président ukrainien. En 2005, le conseil municipal de la ville soumit au gouvernement du pays une facture de 104 millions de hryvnias pour la reconstruction et la restauration de la maison aux Chimères. Une nouvelle place fut créée devant le bâtiment, ce qui ferma le trafic automobile.
Depuis 2005, l'édifice est une résidence présidentielle utilisée pour les cérémonies officielles et diplomatiques,. Il comporte des pièces réservées à la négociation, à l'entretien privé, à la signature de documents officiels ou à l'échange avec la presse.

## Description

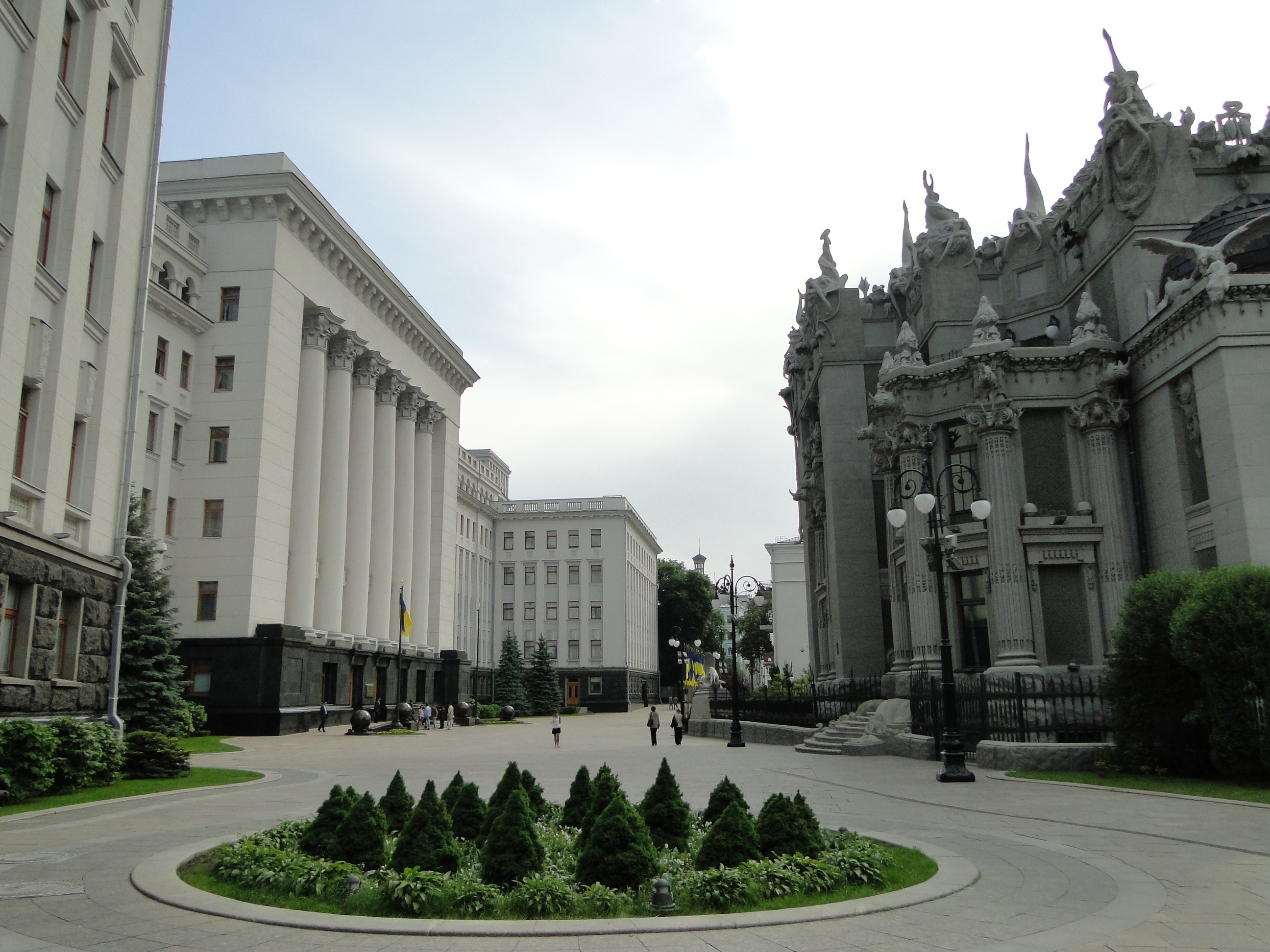
Rue Bankova.

La maison aux Chimères est située au numéro 10 de la rue Bankova, dans le quartier historique de Lypky de la capitale ukrainienne, Kiev. Elle fait face à l'administration présidentielle dans une zone piétonne sécurisée.

### Architecture

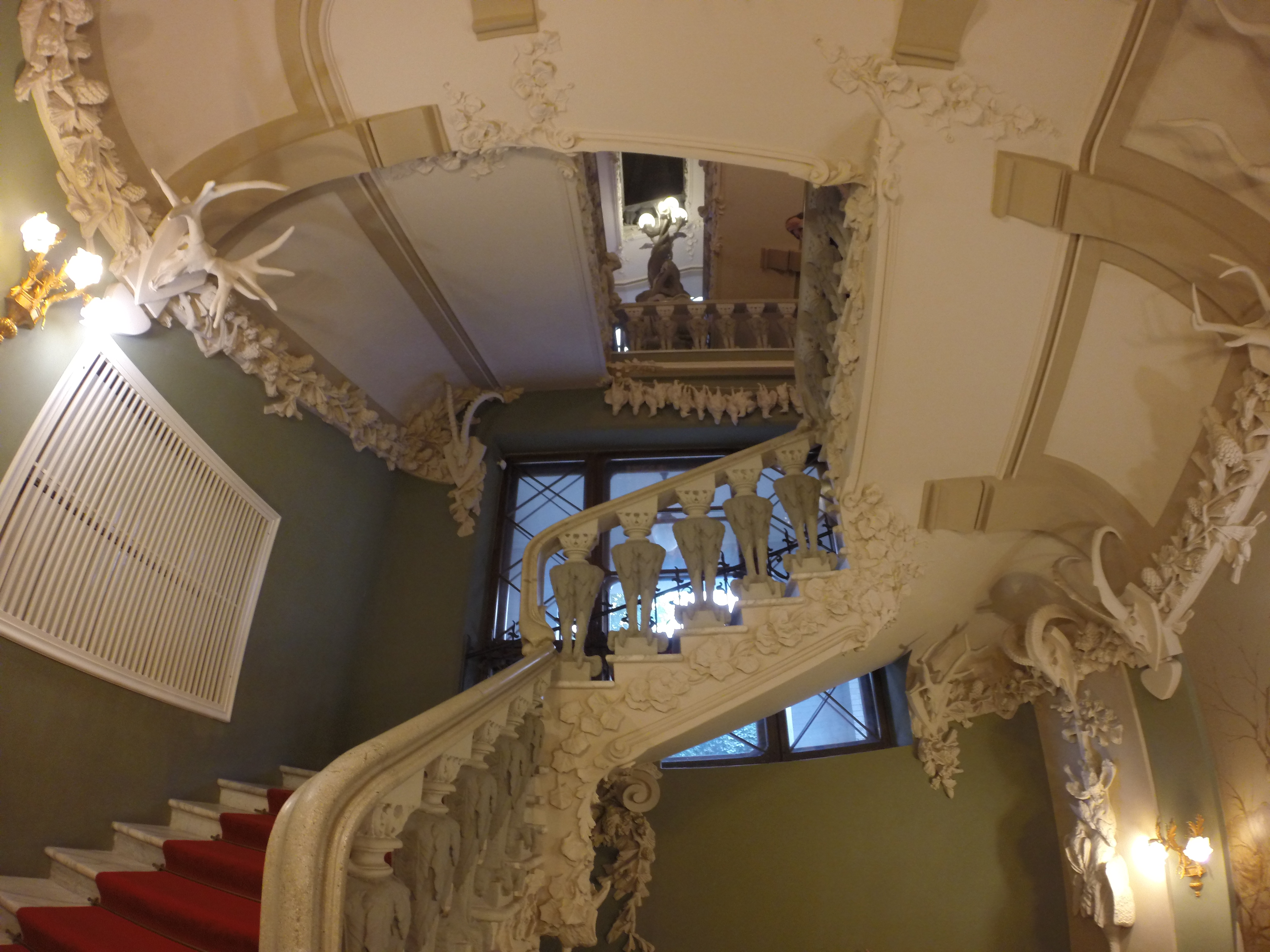
Escalier intérieur

L'édifice a été conçu dans un style art nouveau, qui était relativement récent au début du vingtième siècle. Caractérisé par des traits fluides et curvilinéaires, ce style architectural incorpore souvent des motifs floraux ou inspirés de plantes. Horodetski représenta des motifs semblables pour la décoration extérieure, mais avec des créatures mythiques et des grands animaux. La maison aux Chimères est parfois comparé à la casa Mila de Barcelone, en Espagne, construite quelques années plus tard par l'architecte Antoni Gaudi.
La raideur de la pente du terrain sur lequel le bâtiment est situé a nécessité que l'architecture en béton soit pensée spécifiquement, de même que les fondations. La façade avant fait apparaître trois niveaux tandis que, de l'arrière, six sont visibles. Une partie des fondations est faite de piliers de béton tandis que l'autre est pleine. Habituellement, ces deux procédés ne sont pas compatibles dans un même ouvrage, mais Horodetski a pu travailler malgré cet écueil.
Le sculpteur italien Emilo Sala est responsable des sculptures décorant l'intérieur et l'extérieur. On peut apercevoir par exemple des nymphes, des dauphins ou des grenouilles sur le toit de l'édifice, et des trophées de chasse sur les murs extérieurs. L'intérieur renferme des décorations exubérantes telles que celles des grands escaliers ou des chandeliers représentant des poissons-chats entrelacés de tiges de fleurs de lotus. Les sculptures extérieures ont été faites de ciment, qui était produit par une compagnie dont Horodetski était cogérant. À l'époque de la construction, l'emploi de ce matériau n'était pas courant, et le recours au ciment a pu servir de mise en avant à la fois du bâtiment et du matériau.

Détails de la façade
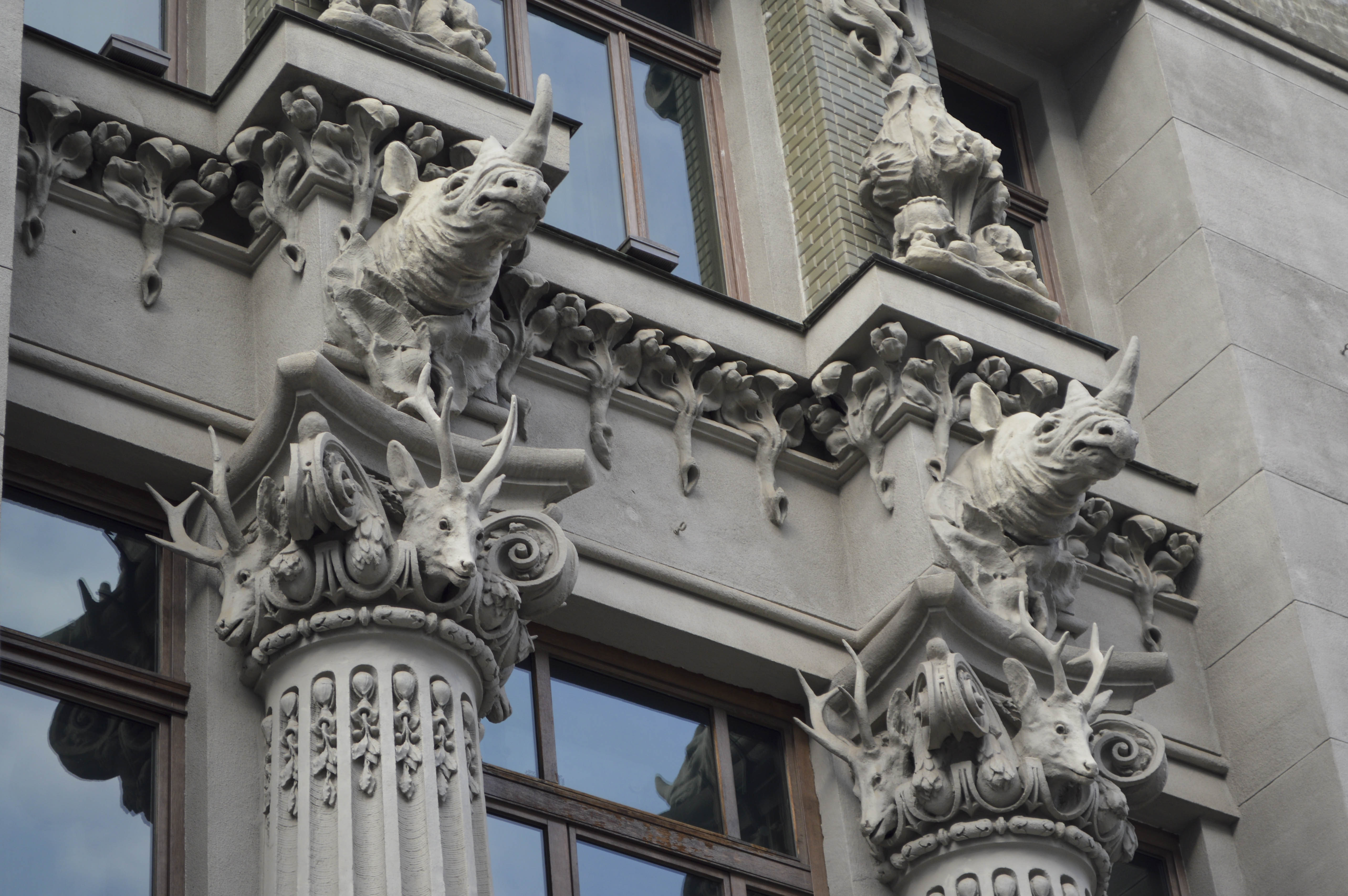
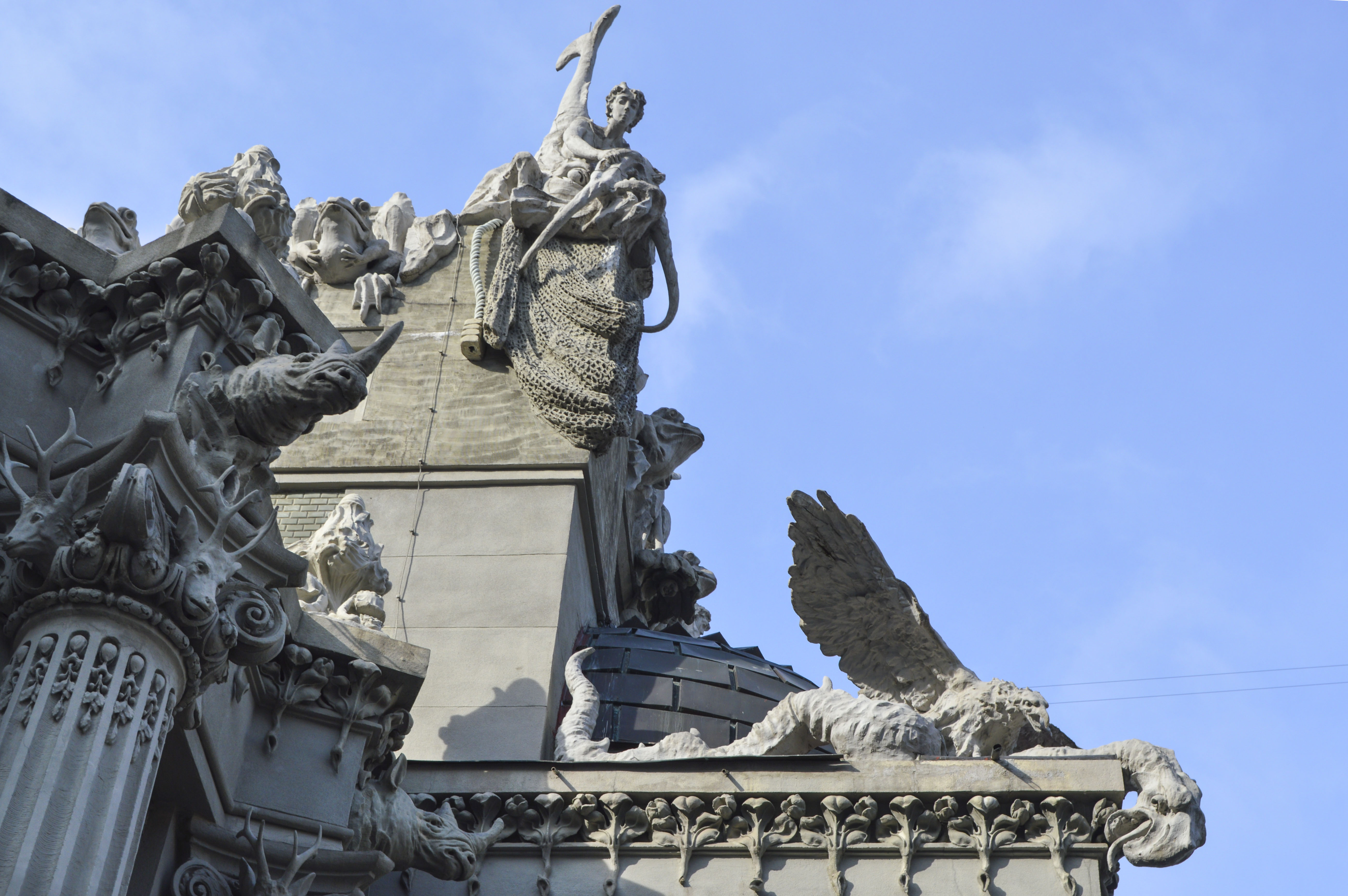
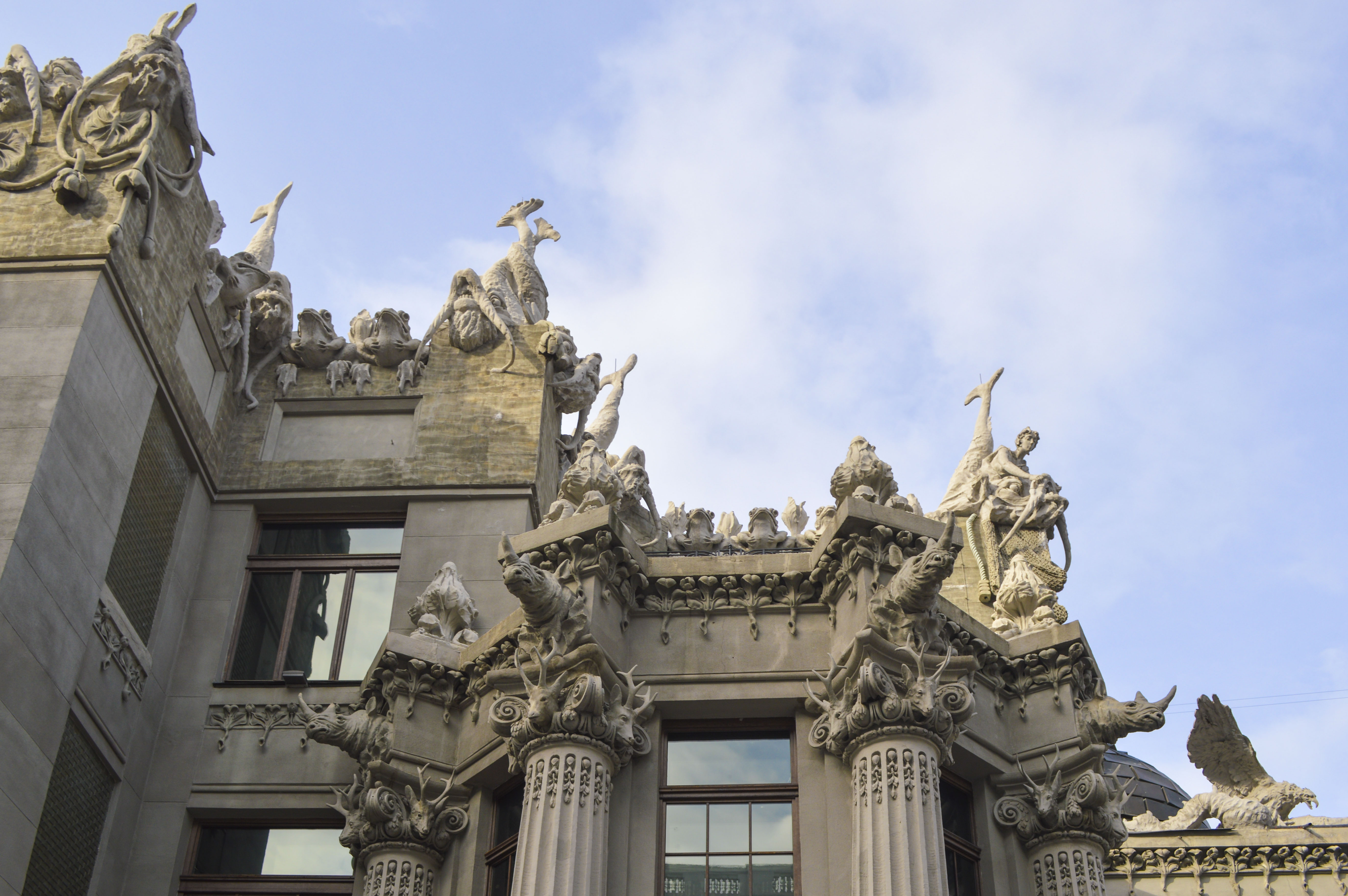
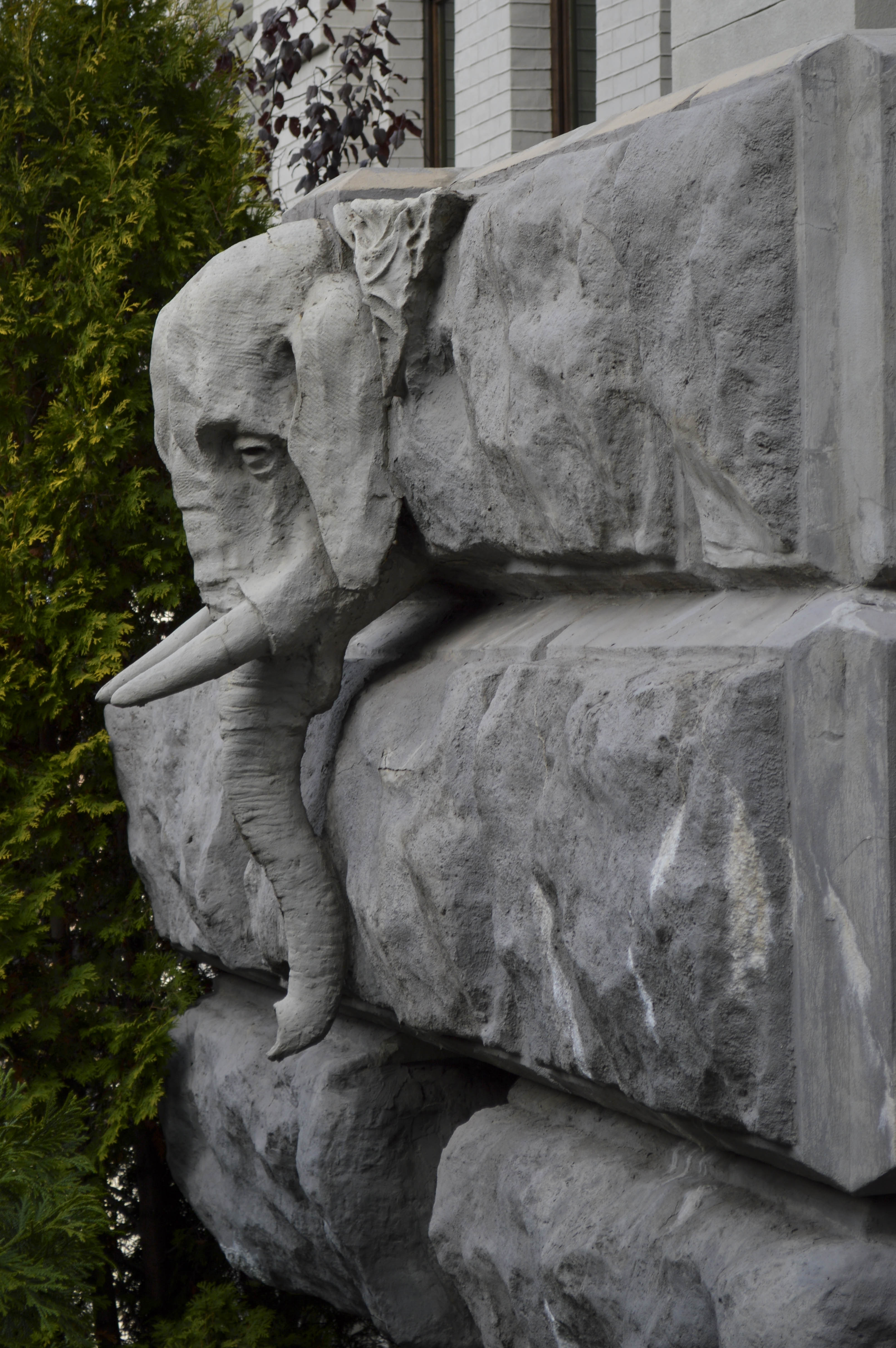

### Disposition intérieure

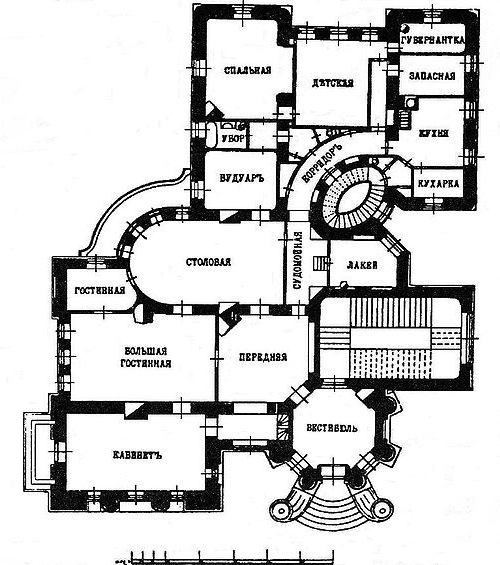
Plan d'un étage.

La maison aux Chimères a été conçue de sorte que chaque étage soit indépendant, disposant de pièces telles qu'une cuisine ou une salle de bains. Les parties communes et les pièces supplémentaires réparties dans le bâtiment sont caractéristiques des maisons huppées du début du vingtième siècle. La superficie totale est de près de 3 300 m².
Au niveau le plus bas, niché en profondeur, il y avait deux étables, deux chambres de cocher, une buanderie commune et deux appartements séparés. Ceux-ci comportaient soit deux, soit trois pièces de vie, et un vestibule, une cuisine, une salle de bains et un débarras. Les autres étages se composaient d'un unique appartement.

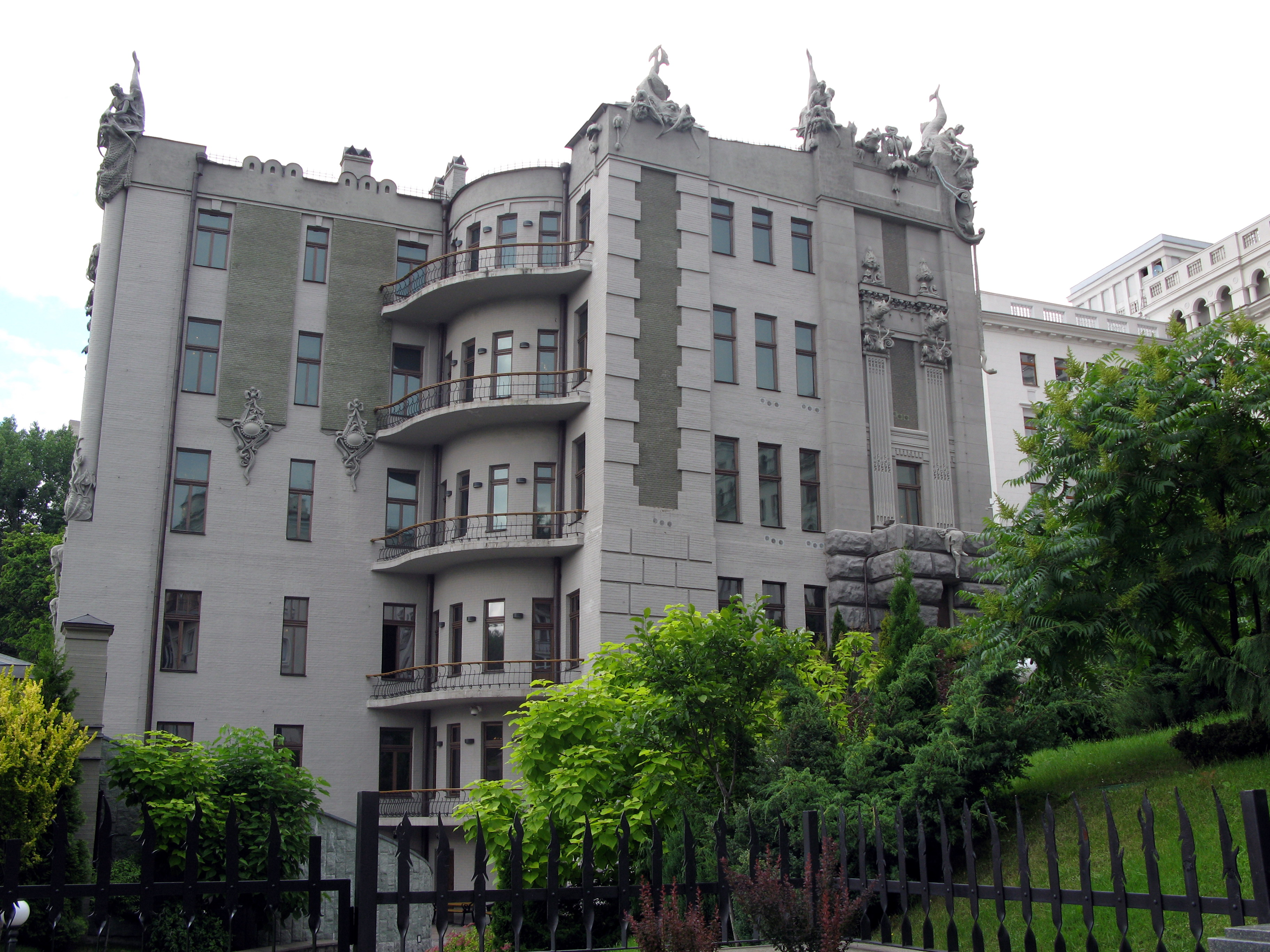
Façade gauche de l'édifice.

L'appartement du deuxième niveau comportait six pièces de vie, un vestibule, une cuisine, une salle de buffet, trois chambres de domestique, une salle de bains, deux toilettes et deux débarras. Quatre caves à vin étaient également situées à ce niveau, dépendant des appartements des étages supérieurs. L'appartement du troisième niveau comportait huit pièces de vie, un vestibule, une cuisine, une arrière-cuisine, deux chambres de domestique, une salle de bains et deux toilettes. Il était situé à une hauteur légèrement inférieure à celle de la rue Bankova.
L'appartement d'Horodetski, au quatrième niveau, comportait une salle d'étude, une grande pièce, un salon, une salle à manger, un boudoir, une chambre à coucher, une chambre d'enfant, une chambre de gouvernante, une chambre d'ami, trois chambres de domestique, une cuisine, une arrière-cuisine, une salle de bains, deux toilettes et deux débarras. L'appartement au-dessus avait une disposition similaire. Enfin, l'appartement du sixième et dernier niveau disposait d'une pièce de moins et avait une terrasse jointive permettant un point de vue panoramique sur la ville.

## Récits populaires
Le caractère particulier de la maison aux Chimères a pu accompagner des récits, parfois repris dans des guides ou des journaux, dont la véracité est incertaine car il n'existe pas de source fiable pour les étayer.
L'un d'entre eux stipule qu'Horodetski aurait réalisé cet édifice à la suite du décès de sa fille. Elle se serait suicidée en sautant dans le Dniepr à la suite d'une rupture sentimentale ou d'une affaire familiale. Ce deuil supposé expliquerait l'aspect du bâtiment.
Une autre histoire fait état d'un pari avec d'autres architectes, tels qu'Alexander Skobelev. Ceux-ci auraient prétendu qu'il était impossible de construire un tel édifice sur le terrain choisi, car il surplombait un marécage. Le comité de construction de la ville aurait même interdit tout travaux à cet endroit. Mais la réalisation d'Horodetski lui aurait fait remporter ce présumé pari.
D'après une autre légende, l'architecte aurait maudit le bâtiment après l'avoir perdu, et tous les occupants suivants seraient devenus malheureux ou auraient connu mauvaise fortune. Toutes les entreprises ayant loué une partie de l'édifice auraient connu la faillite, auraient été volées ou auraient simplement disparu.
La maison des Chimères est inscrite au Registre national des monuments d'Ukraine sous le numéro : 80-382-0014.